# Hochschulpakt
Der Hochschulpakt, eigentlich Hochschulpakt 2020, ist eine Bund-Länder-Vereinbarung nach Artikel 91b GG, die „insbesondere dem Ziel (dient), das aufgrund der doppelten Abiturjahrgänge prognostizierte Studierendenhoch zu bewältigten.“ Der Hochschulpakt wird häufig neben der Exzellenzinitiative und dem Pakt für Forschung und Innovation als einer der „drei Pakte“ bezeichnet, die in der deutschen Wissenschaftspolitik eine verstärkte Förderung von Wissenschaft und Hochschulbildung durch die Zusammenarbeit von Bund und Ländern bewirken sollen. Teilweise – so in einem Eckpunktepapier der Allianz der Wissenschaftsorganisationen von Juni 2013 – ist auch von einem „Paket der Pakte“ die Rede.

## Verlauf
Der Hochschulpakt gliedert sich nunmehr in drei Phasen, den Hochschulpakt I mit einer Laufzeit zwischen 2007 und 2010 und den Hochschulpakt II mit einer Laufzeit zwischen 2011 und 2015. Dem folgte noch eine weitere Verlängerung bis 2020.

### Hochschulpakt I (2007–2010)
Der Hochschulpakt I wurde am 20. August 2007, der Hochschulpakt II am 24. Juni 2009 von den Regierungschefs von Bund und Ländern unterzeichnet und zuletzt durch Beschluss vom 13. Juni 2013 geändert.
Im Vergleich zum Jahr 2005 wurden für die Jahre 2007 bis 2010 91.000 zusätzliche Studienanfänger durch die doppelten Abiturjahrgänge prognostiziert. Dafür stellt der Bund nach dem ersten Pakt 566 Millionen Euro zur Verfügung, die Länder sicherten „die Gesamtfinanzierung“ zu. Für den Hochschulpakt II gingen die Planungen zunächst von 275.000 zusätzlichen Studienanfängern im Vergleich zum Jahr 2005 aus. Da im Nachhinein noch die Berufsakademien in Baden-Württemberg einbezogen wurden, reduzierte sich die Zahl auf 245.000. Hier stellt der Bund 3,2 Milliarden Euro zur Verfügung.

### Hochschulpakt II (2011–2015)
Im Jahr 2011 vereinbarten Bund und Länder, dass der Hochschulpakt II um bis zu 1,5 Milliarden Euro aufgestockt wird. Damit sollten 305.000 zusätzliche Studienanfänger finanziert werden. Die Vorausberechnungen wurden mehrfach von der Realität übertroffen, was in den Jahren 2012 und 2013 sichtbar wurde. Aufgrund der neuen Zahlen werden für den Zeitraum von 2011 bis 2015 nun insgesamt 625.000 zusätzliche Studienanfänger erwartet; um diese zusätzlichen Plätze zu finanzieren wurde im April 2013 eine erneute Aufstockung beschlossen: der Bund stellt jetzt 2,2 Milliarden Euro mehr zur Verfügung, die Länder erbringen „vergleichbare“ finanzielle Leistungen und wollen die „Gesamtfinanzierung sicherstellen“.

### Hochschulpakt III (2016–2020)
Bund und Länder einigten sich am 30. Oktober 2014 in der GWK auf die Fortsetzung des Hochschulpakts bis 2020. Für die dritte Phase des Hochschulpaktes wurde vereinbart, dass die Länder ab 2016 zehn Prozent der Bundes- und Landesmittel für Maßnahmen zur Senkung des Studienabbruchs einsetzen.

## Kontroversen
Im Herbst 2020 urteilte der Bundesrechnungshof, die Verwendung von Milliarden Steuergeldern sei unter anderem an Hochschulen zweckwidrig verwendet worden. Außerdem habe das BMBF unter Anja Karliczek versäumt, im Hochschulpakt Haftungstatbestände und Rückzahlungsverpflichtungen zu regeln. Auch der Hochschulpakt-Nachfolger, der »Zukunftsvertrag Studium und Lehre stärken«, beinhaltet laut Antwort des BMBF auf eine Kleine Anfrage, keine diesbezüglichen Regelungen.